# Geneva Devils
I Geneva Devils sono stati una squadra svizzera di pallacanestro, con sede a Ginevra.
Sono nati nel 2000 dalla fusione tra il Genève-Versoix Basket e il BC Chêne. Nel 2010 MGS Grand-Saconnex e i Devils si sciolgono per creare i Lions de Genève.

## Palmarès
- Coppa di Svizzera: 2004
- Coppa di Lega: 2004

## Giocatori

### Roster 2008-09
| No. | Nome                      | Nazionalità                                         | Ruolo        | Nato nel | Altezza |
| --- | ------------------------- | --------------------------------------------------- | ------------ | -------- | ------- |
| 4   | Mike Jefferson            | Stati Uniti (bandiera)                              | Playmaker    | 1984     | 1,78 m  |
| 5   | Arizona Reid              | Stati Uniti (bandiera)                              | Ala          | 1986     | 1,96 m  |
| 6   | Ljudmil Hadžisotirov      | Bulgaria (bandiera)                                 | Playmaker    | 1980     | 1,89 m  |
| 7   | Aurélien Alexander        | Svizzera (bandiera)                                 | Play-Guardia | 1981     | 1,91 m  |
| 8   | Antoine Gillespie         | Rep. Dominicana (bandiera) · Stati Uniti (bandiera) | Guardia      | 1976     | 1,94 m  |
| 10  | Matthias Kautzor-Schroder | Svizzera (bandiera) · Germania (bandiera)           | Guardia-Ala  | 1975     | 1,96 m  |
| 11  | Sebastien Thevenoz        | Svizzera (bandiera)                                 | Centro       | 1973     | 2,03 m  |
| 12  | Jan Sainte-Rose           | Francia (bandiera) · Svizzera (bandiera)            | Ala-Centro   | 1984     | 2,04 m  |
| 13  | Paulius Packevicius       | Lituania (bandiera)                                 | Centro       | 1985     | 2,06 m  |
| 14  | Rashard Lee               | Stati Uniti (bandiera)                              | Guardia-Ala  | 1977     | 1,98 m  |
| 15  | Pavel Novotný             | Rep. Ceca (bandiera)                                | Centro       | 1979     | 2,05 m  |

Head Coach: Eric Gross

## Cestisti
- Ross DeRogatis 2007-2008